# 天野こずえ
天野 こずえ（あまの こずえ、本名同じ、1974年5月26日 - ）は、日本の女性漫画家。旧ペンネームは天野 梢（読みは同じ）。埼玉県出身。血液型はA型。代表作は『ARIA』･『浪漫倶楽部』・『あまんちゅ!』など。

## 略歴
- 1993年、『アース』にてエニックス第6回ビッグルーキー大賞佳作・ビッグステップ賞受賞。
- 1994年、「前夜祭」（『フレッシュガンガン』春季臨時号）でデビュー。
- 1995年、『月刊少年ガンガン』にて「浪漫倶楽部」を連載。
- 1997年、『月刊Gファンタジー』にて「クレセントノイズ」を連載。
- 2001年、『月刊ステンシル』にて「AQUA」を連載。
- 2002年
  - エニックスお家騒動時にマッグガーデンへ移籍。
  - 掲載誌を『月刊コミックブレイド』に移し、『AQUA』を「ARIA」と改題して連載を再開。
- 2005年、アニメシリーズ第1期『ARIA The ANIMATION』放送。
- 2006年、第2期『ARIA The NATURAL』放送。
- 2007年、OVA『ARIA The OVA〜ARIETTA〜』発売。
- 2008年
  - 第3期『ARIA The ORIGINATION』放送。同時期に原作も全12巻で連載終了。
  - 同年11月より『月刊コミックブレイド』で「あまんちゅ!」を連載開始。
- 2016年、「あまんちゅ！」のアニメシリーズ第1期放送。
- 2018年、第2期「あまんちゅ！〜あどばんす〜」を放送。
- 2021年、5月に「あまんちゅ！」の連載を終了。全17巻。
- 2022年、マグコミにて『Colori Colore Creare』を連載開始。

## 人物
商業誌への連載の傍ら、同人誌の執筆をしていたが、現在は多忙のため行っていない。単行本の著者近影に必ず飼い猫を載せる、飼い猫の名前『ARIA』をそのままタイトルにしてしまうなど、大の愛猫家として知られており、懐妊した時は家族やアシスタントからも冗談混じりに「はたして猫より愛せるのか」と言われたほど。以前は「みーすけ」と「アリア」という2匹の猫を飼っていたが、どちらも『ARIA』連載中に他界している。現在は「ちゃ」（家に来た当時は「ありあ」）と「お姫」と新たにやってきたお姫の兄「てん」という3匹の白猫を飼っている。
夫は親友の女性漫画家の弟。
趣味はショッピング、ゲーム（ドラゴンクエストシリーズ、ファイナルファンタジーシリーズ、MOTHERシリーズ）、特技は立ったまま寝ること。「ぎゃーす!!」が口癖。『ARIA』の声優陣とは親交深く、特に斎藤千和と親交が深く『ARIA』での四つ葉のクローバーのエピソードは、斎藤が天野に仕事上の悩みを相談したことから生まれた。
かつては『AMANO COMPANY』という自身の個人サイトで原画やイラストなどを公開していたが、現在は閉鎖。使われていたドメインは他者の手に渡ったと思われ、作者を紹介するページに変更されている。『ARIA』連載中に巻末で見られた読者へのメッセージも兼ねた「ものぐさ倶楽部」だが、『あまんちゅ!』になってからは見られなくなっている。『コミックブレイド』2010年7月号から『あまんちゅ!』の連載が3ヶ月に1度となり、10月号にて懐妊が発表され、出産を終え子育ても一段落したことにより2012年4月号から月刊連載に戻っている。

## 作品

### 既刊一覧
- 浪漫倶楽部（全6巻） - 旧エニックス版は絶版、マッグガーデンによって新装版が発売。
- 夢空界 - 短編集。「前夜祭」「いちごちゃんパニック」「刹那の夏」「小さな聖夜」「夢空界〜開く夢の扉〜」収録。同上。
- 空の謳 - 短編集2作目。「空の謳」「魔法の郵便屋さん」「ANGEL VOICE」「アース Episode II A Planet Named EARTH」収録。同上。
- クレセントノイズ（全6巻） - 絶版。
- おひさま笑顔 - 少女漫画短編集。「おひさま笑顔」「魔法のひまわりくん」「アキ色マーチ!」「おさかな狂想曲」収録。絶版だが、マッグガーデンによって「向日葵」に改題され復刊。
- AQUA（全2巻） - 旧エニックス版絶版。マッグガーデンによって新装版が発売。旧版2巻に読切作品「オセロゲーム」同時収録。新装版2巻に読切作品「SpecialNavigation」を同時収録。
- ARIA（全12巻） - 『AQUA』からの続編として、人物・設定はそのままで連載された。
- あまんちゅ!（全17巻）
- ままんちゅ！（全2巻） - 作者自身の妊娠・出産・子育てを描いたエッセイ漫画。
- ARIA 完全版（全7巻） - 『AQUA』『ARIA』両題を全7巻構成の完全版。
- Colori Colore Creare（既刊6巻）

### その他
- こずえWorld - ポストカードブック
- ARIA プレミアムポスターブック - A2サイズの大型本
- Alpha - 画集
- Stella - 画集2作目
- Cielo - 画集3作目
- Birth - 画集4作目
- こちら葛飾区亀有公園前派出所「超こち亀」寄稿
- 「刻の大地 パーフェクトガイドブック」イラスト寄稿
- 「まもって守護月天!FAN BOOK 桜野みねねの本」イラスト寄稿
- 「タビと道づれ」第1巻帯イラスト&推薦メッセージ

### 新装版について
『浪漫倶楽部』、『夢空界』、『空の謳』（以上ガンガンコミックス）、『AQUA』、『向日葵（おひさま笑顔 改題）』（以上ステンシルコミックス）は、現在ブレイドコミックスから新装版が発売され、以下の変更がある。
- 表紙、サイズ、一部収録順の変更。
- 巻末コーナー（ものぐさ倶楽部）の削除。
- 『AQUA』2巻 - 読切作品「オセロゲーム」削除、代わりに他雑誌に掲載された「SpecialNavigation」を収録。

## アシスタント
- 東まゆみ
- 松葉博
- 手代木史織
- 五條さやか